# Цементонасосы
Цементонасос или Насос для цемента — специальное строительное оборудование, которое обеспечивает перекачку и подачу сухих мелкодисперсных веществ, и прежде всего — цемента.

## Классификация
По периодичности
По периодичности подачи сыпучего материала различают питатели циклического и непрерывного действия.
По принципу действия
Механические питатели осуществляют забор цемента и перемещение его механическими устройствами в виде скребков, винтовых спиралей или шнеков, приводимых в действие электромоторами.
Пневматические — транспортируют материал при помощи сжатого или разреженного воздуха. Пневматические питатели работают на двух основных принципах воздействия воздуха на сыпучий материал:
1. псевдоожижение материала потоком сжатого воздуха
2. перемещение материала в потоке воздуха (или путём выдавливания воздухом скоплений материала). При данном принципе работы в зависимости от способа создания воздушного потока и условий движения его в трубопроводе вместе с материалом различаются следующие основные типы питателей:

- всасывающие —
- нагнетательные —
- всасывающе-нагнетательные —

Комбинированные
По способу транспортировки сыпучего материала питатели подразделяют на механические, пневматические и комбинированные.

## Использование
Насосы для цемента используются для внутрипроизводственного транспорта цемента, сухих строительных смесей на бетонных заводах и узлах, складах цемента, погрузке и разгрузке специальных средств перевозки: железнодорожных бункерных вагонов-хопров, автомобильных цементовозов. Насосы различаются по конструкции, мощности и методу транспорта материала (инжекторные или струйные, всасывающие, всасывающие-нагнетательные, пневматические насосы).

## Принцип действия
Общий принцип действия насосов цемента — использование сжатого воздуха, за счёт которого осуществляется псевдоразжижение мелкодисперсного вещества и его подача в нужном направлении.
Максимальная длина подачи материала современными насосами составляет: по горизонтали — четыреста метров, по вертикали — пятьдесят метров.

## Виды цементных насосов

### Пневмовинтовой насос
Пневмовинтовой насос предназначен для транспорта цемента и других инертных материалов по трубопроводам. Данный тип насосов цемента обеспечивает бесперебойную подачу сыпучих веществ. Используют пневмовинтовые насосы для внутрипроизводственного транспорта больших масс пылевидных сыпучих материалов (цемент, угольная пыль, порошкооборазные заполнители смесей) на заводах железобетонных изделий, растворобетонных узлах, строительных площадках. Пневмовинтовые насосы надежны в эксплуатации, что обеспечивает небольшой расход средств на техобслуживание.
Конструкция пневмовинтового насоса состоит из: приемной камеры, смесительной камеры с обратным грузовым клапаном, напорного быстроходного шнека с приводом от электродвигателя, броневой гильзы, коллектора для подвода сжатого воздуха. Подача цемента осуществляется при помощи винтов из камеры сжатым воздухом.
Из загрузочного бункера вяжущий материал под действием сил гравитации перемещается в приемную камеру насоса. Из приемной камеры материал подается быстровращающимся напорным шнеком в смесительную камеру, куда поступает через форсунки сжатый воздух. В смесительной камере материал разрыхляется и транспортируется в потоке сжатого воздуха по трубопроводу к месту назначения.

### Камерный насос типа Монжус
Камерный Монжус (от французского montejus) обеспечивает пневматический транспорт цемента, извести, гипса и других мелкодисперсных порошков минерального происхождения при выгрузке их из железнодорожных вагонов в силосы склада цемента, для выдачи цемента в бетонорастворные установки и для внутрискладских перекачек.
Действие насоса для цемента основано на вытеснении цемента энергией сжатого воздуха, подаваемого в камеру насоса под давлением. Преимуществом пневмокамерного насоса Монжус по сравнению с другими насосами для подачи и перекачки цемента является то, что в его системе отсутствуют движущиеся детали, которые находились бы в непосредственном контакте с подаваемым материалом. В других видах цементных насосов детали подвергаются большему износу и коррозии за счет контакта с транспортируемым материалом, что является основными причинами сбоя в работе насосов.
Насос работает циклически:
1 шаг. Наполнение рабочей камеры
2 шаг. Герметичное закрытие впускного отверстия.
3 шаг. Включение аэрации внутри камеры и набор давления.
4 шаг. Открытие разгрузочного отверстия и включение попутной подачи воздуха в цементопровод.
5 шаг. Отключение подачи воздуха, закрытие разгрузочного отверстия, открытие впускного отверстия.

### Пневморазгрузчики
Пневморазгрузчики предназначены для разгрузки сыпучих материалов из ЖД вагонов — крытых, бункерных, а также хопров и других емкостей. Самовсасывающая пневмовинтовая конструкция данных рагрузчиков обладает высокой производительностью (значительная дальность подачи как по горизонтали, так и по вертикали). Пневморазгрузчик состоит из следующих элементов: циклон, установленный на приемной горловине — в нем создается вакуум; заборное устройство — в нем происходит перемещение воздуха с частицами перекачиваемого материала в область пониженного давления (всасывание); нагнетательный пневмовинтовой насос — материал, попадая в него
перекачивается потребителям.

### Пневмоподъёмники
Предназначены для перемещения инертных материалов, в том числе и цемента
по вертикальным трубопроводам с помощью сжатого воздуха. Пневмоподъёмники сходны по своей конструкции с пневмонасосами, отличием является их большая мощность и производительность. Механизм действия — несамовсасывающий, материал самотеком подаётся в загрузочную горловину, перемещается винтовым транспортёром (шнеком) в напорную камеру и под действием избыточного давления сжатого воздуха выдувается через напорный патрубок и поступает к месту приемки.